# Fernanda Kumasaka
Fernanda Kumasaka (* 20. Mai 1981) ist eine brasilianische Badmintonspielerin. 

## Karriere
Fernanda Kumasaka gewann in den Jahren von 1995 bis 1999 sieben nationale Meistertitel in Brasilien. 1995 war sie auch zweifach bei den Brazil International erfolgreich. 1999 nahm sie im Damendoppel und im Mixed an den Badminton-Weltmeisterschaften teil.